# Kanton Vals-les-Bains
Der Kanton Vals-les-Bains war von 1973 bis 2015 ein französischer Wahlkreis im Arrondissement Largentière, im Département Ardèche und in der Region Rhône-Alpes; sein Hauptort (frz.: chef-lieu) war Vals-les-Bains. Per Verordnung des Präfekten vom 22. Februar 2007 wechselte der Kanton zum 1. März 2007 vom Arrondissement Privas zum Arrondissement Largentière. Die landesweiten Änderungen in der Zusammensetzung der Kantone brachten im März 2015 seine Auflösung.
Der Kanton Vals-les-Bains war 84,98 km² groß und hatte 11.532 Einwohner (Stand 2012).

## Gemeinden

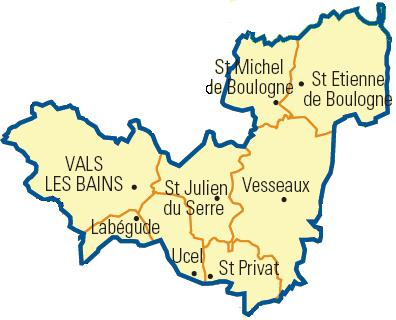
Kanton Vals-les-Bains

| Gemeinde                  | Einwohner (Stand: 2022) | Code postal | Code Insee |
| ------------------------- | ----------------------- | ----------- | ---------- |
| Labégude                  | 1376                    | 07200       | 07116      |
| Saint-Étienne-de-Boulogne | 404                     | 07200       | 07230      |
| Saint-Julien-du-Serre     | 874                     | 07200       | 07254      |
| Saint-Michel-de-Boulogne  | 148                     | 07200       | 07277      |
| Saint-Privat              | 1664                    | 07200       | 07289      |
| Ucel                      | 2031                    | 07200       | 07325      |
| Vals-les-Bains            | 3479                    | 07600       | 07331      |
| Vesseaux                  | 2048                    | 07200       | 07339      |